# АЕС Брно
Атомна станція теплопостачання Брно (чеськ. Jaderná elektrárna s odběrem tepla [JEOT] Brno) мала бути побудована в чеському місті Брно в районі Дольні Гершпиці. Атомна електростанція була одним із перших проектів атомної електростанції в Чехії, але її більше не здійснювали після того, як було замовлено АЕС у Дукованях і розпочато будівництво.

## Історія
У середині 1960-х років будівництво атомної електростанції в Брно також розглядалося як паралельний проект для атомної електростанції Голешовиці в Празі. На відміну від Праги, місто Брно з його мережею централізованого теплопостачання має вирішальну перевагу завдяки цьому методу будівництва. Основою для системи було будівництво атомної електростанції з ВВЕР, яка повинна була досягти теплової потужності 500 МВт і повинна була живити турбіну 53 МВт електроенергії та виробляти 355 гігакалорій централізованого опалення на годину при ціна 52 крони за гігакалорію. Таким чином, ціна була нижчою від ціни звичайних виробників на рівні 76 крон за гігакалорію. Мережа працює переважно з парою. Дослідження Energoprojekt Prague показали, що проект у Брно може бути реалізований за сприятливих економічних умов і що попереднє розширення мережі централізованого теплопостачання полегшило реалізацію порівняно з мережею централізованого теплопостачання Прага-Північ, тому Комісія з атомної енергії Чехословаччини провела детальне вивчення впровадження. Найбільшою проблемою фактора розташування в Брно була відсутність великих джерел води для охолодження системи, а річка Світава не могла забезпечити достатньо води для охолодження для роботи системи за цих параметрів.
Через проблему з охолодженням були перераховані додаткові рішення для атомної електростанції в Брно. Основним планом було збільшення постійного відбору тепла до 375 гігакалорій на годину в мережі централізованого теплопостачання та розробка конденсаційної турбіни з більшим конденсатором із більшою площею поверхні, що мало б полегшити проблему. АЕС у Брно планувалося ввести в експлуатацію в 1977 році, коли перехід було б найлегше здійснити шляхом підключення додаткових споживачів централізованого теплопостачання та відключення традиційних теплоцентралей. Тоді атомна електростанція працювала б як основне джерело тепла для міста Брно, покриваючи приблизно дві третини загального навантаження на централізоване теплопостачання, а влітку звичайні генератори переймали б навантаження під час капітального ремонту. Дольні Гершпиці було обрано як місце розташування на півдні міста між річками Світава та Свратка. Крім того, було обрано два інших альтернативних місця на північному сході між містами Обржани та Біловиці (49°14′14″ пн.ш., 16°39′31″ сх.д.) і в місті Гади (49°13′29″ пн.ш.,16°40′52″O). Незважаючи на те, що бажане розташування на півдні поблизу Дольних Гершпиць знаходиться далі від центру міста, а отже, і від центру споживання, ніж два інших місця, це розташування пропонує переваги з точки зору планування теплового навантаження, оскільки воно подається в мережу централізованого теплопостачання від стороні, на якій немає великих генеруючих установок, тоді як альтернативні місця розташовані надто близько до традиційної теплоелектростанції Маломержиці і тому мають менш сприятливі умови мережі централізованого теплопостачання.
До 1971 року попередні дослідження були в основному завершені, щоб можна було прояснити технологічні питання. Компанія Sigma планувала виступити єдиним постачальником реакторної системи, а також ідентичних систем у Чехословаччині.

### ВВЕР-440 та Дуковани
У 1971 році було підписано угоду про постачання перших двох енергоблоків для Дукованської атомної електростанції. Спочатку, паралельно з атомною електростанцією, планувалося будівництво атомної електростанції в Брно, а з 1971 року один ВВЕР-440 також планувався в місті Брно. Це було пов'язано з тим, що було загальне рішення зосередитися на цьому типі реактора в майбутньому. Іншою причиною було те, що атомна електростанція, розроблена Energorpojekt Prague на базі ВВЕР-70, мала надто багато невизначеностей у своїй реалізації, через що проект був залишений. Через необхідну більшу безпечну відстань місце розташування проекту було перенесено до Гади (49°13′29″ пн. ш., 16°40′52″ сх.д.) того ж року. Згідно з новим проектом з ВВЕР-440, система повинна видавати близько 370 гігакалорій централізованого опалення на годину та досягати електричної потужності 110 МВт. Централізоване теплопостачання було призначене для забезпечення нових міських районів, які будувались на сході Брно, а також нової промислової зони. Крім того, планувалося будівництво теплиць з підігрівом, акваріумів для розведення риби та басейнів. Раніше цього не робили зі звичайними електростанціями, оскільки їхні побічні ефекти через викиди та кількість тепла негативно впливають на такі проекти. Ділянка Гади мала кращі властивості, ніж попередні ділянки, тому що головний напрямок вітру видував би будь-які викиди від Брно на схід. Тому висоту димоходу відпрацьованого повітря встановили 80 метрів.
Однак близькість атомної електростанції Дуковани дала чехословацьким планувальникам можливість також розглянути можливість використання централізованого теплопостачання від цієї станції. Оскільки теплопостачання Брно має набагато нижче навантаження, ніж системи централізованого теплопостачання Праги та Братислави, мало сенс відмовитися від власної атомної електростанції міста та розглянути варіант централізованого теплопостачання з Дуковань. Система паропостачання була б покрита звичайними джерелами тепла міста Брно. Крім того, в 1976 році Радянський Союз зробив пропозицію країнам РЕВ будувати суто атомні ТЕЦ, що як варіант для Брно було ближче до характеру, для якого атомна ТЕЦ планувалася спочатку. Однак така зміна проекту призведе до затримки. Через невизначеність планування проекту продовжувалося лише спорадично. Однак приблизно з 1983 року плани змінилися, оскільки здавалося більш привабливим отримати можливе централізоване теплопостачання від атомної електростанції Дуковани, розташованої за 50 кілометрів, яка вже була спроектована для цього під час будівництва. Це дало б змогу отримати до 85 МВт теплової енергії для централізованого опалення з восьми турбоагрегатів системи на турбоагрегат, загалом 680 МВт. Тому плани атомної електростанції в Брно більше не продовжувалися.

## Деталі розташування
У період прогнозу в середині 1960-х років у Брно проживало близько 320 000 жителів. Місто розташоване на висоті 230 метрів над рівнем моря в районі, який відчуває інтенсивні вітри із середньорічною температурою 8°C. Мінімальна температура за останні 25 років становила -30,4 °C, а середня за цей же період становила -14,5 °C. Середня мінімальна температура в Чехословаччині становила -12 °C. Опалювальний сезон закінчується при температурі опалення близько 12 °C у Брно, в результаті опалювальний сезон триває 220 днів. На початку 1970-х традиційні теплогенератори в Брно забезпечували близько 450 гігакалорій централізованого опалення на годину. Завдяки будівництву додаткових теплоцентралей до 1975 року виробництво мало бути розширено до 700 гігакалорій на годину. Однак це було нижче прогнозів споживання, які передбачали пік попиту в 900 гігакалорій на годину до 1978 року та 1200 гігакалорій на годину до 1985/86 років.
Найбільшим вододжерелом міста є річка Світава з дебітом 400-500 кубічних метрів на годину. Сама річка недостатня для охолодження атомної теплоелектростанції в звичайних умовах, тому для роботи такої станції були б необхідні додаткові заходи.

### Технологія
Станція повинна була бути оснащена ВВЕР тепловою потужністю 500 МВт, ідентичною за конструкцією до планів АЕС Голешовиці та перших планів АЕС Пльзень. Реактор був розроблений для цільового вигоряння 24 ГВт-день/тУ і мав працювати при середньому збагаченні 2% урану-235, тоді як свіже паливо мало мати збагачення 3% з паливним циклом 3x12 місяців. Реактор є збільшеним варіантом ВВЕР-70 на АЕС Райнсберг з керуючими касетами і параметрами ВВЕР-440.
Відбір централізованого опалення має відбуватися через крани на електричній потужній турбіні 53 МВт, з яких 210 гігакалорій на годину має подаватися у вигляді пари в парову мережу та 165 гігакалорій має подаватися у вигляді гарячої води в мережу гарячого водопостачання з 170 °C подача і 70 °C зворотна. Оскільки система планувалася як постачальник базового навантаження, система повинна була працювати так постійно з номінальними параметрами. Конструкція системи все ще мала на меті забезпечити керованість шляхом зменшення відбору централізованого тепла в мережі пари та гарячої води до 20% при одночасній роботі на повному електричному навантаженні, за якого реактор міг би постійно працювати з потужністю до 50% до 250 МВт. теплової потужності.